# Гилонома
Гилоно́ма (др.-греч. Ὑλονόμη) — женщина-кентавр (кентаврида), персонаж древнегреческой мифологии. Присутствовала в битве против лапифов, в которой потеряла своего супруга, кентавра Киллара, которого горячо любила. С разбитым сердцем, она лишила себя жизни, чтобы воссоединиться с ним.
Упоминается в «Метаморфозах» Овидия как красивейшая из кентавов.
Имя Гилономы использовано в качестве названия астероида из группы Кентавров.